# Classic Albums: Nirvana - Nevermind
Classic Albums: Nirvana - Nevermind è un DVD documentario della grunge band statunitense Nirvana, sulla realizzazione dell'album omonimo Nevermind del 1991.
Il video, appartenente alla serie Classic Albums, è stato pubblicato nel marzo 2005 e documenta la storia della produzione del famosissimo album dei Nirvana attraverso esclusive interviste, foto e performance d'archivio.

## Contenuti

### Tracce
1. Smells Like Teen Spirit
2. In Bloom
3. Come as You Are
4. Breed
5. Lithium
6. Polly
7. Territorial Pissings
8. Drain You
9. Lounge Act
10. Stay Away
11. On a Plain
12. Something in the Way

### Contenuti speciali
- Drain You: The Story Behind the Making of the Track
- Dave Grohl Joins Nirvana
- Going to Record in LA
- Polly: Live in Concert
- Nevermind: The Album Sleeve Story

## Formazione
- Kurt Cobain: chitarra, voce
- Krist Novoselic: basso
- Dave Grohl: batteria, cori